# Planiphalangodus
Planiphalangodus is een geslacht van hooiwagens uit de familie Gonyleptidae.
De wetenschappelijke naam Planiphalangodus is voor het eerst geldig gepubliceerd door Roewer in 1929. 

## Soorten
Planiphalangodus is monotypisch en omvat slechts de volgende soort:
- Planiphalangodus robustus